# Théorème de Norton
 (3 avril 2019).
Le théorème de Norton pour les réseaux électriques établit que tout circuit linéaire est équivalent à une source de courant idéale {\displaystyle I_{\mathrm {N} }}, en parallèle avec une simple résistance {\displaystyle R_{\mathrm {N} }}. 
Le théorème s'applique à toutes les impédances, pas uniquement aux résistances. L'énoncé de ce théorème a été publié en 1926 par l'ingénieur Edward Lawry Norton (1898-1983).
Communément :
- le courant de Norton est le courant entre les bornes de la charge lorsque celle-ci est court-circuitée, d'où Icc = I (court-circuit) ;
- la résistance de Norton est celle mesurée entre les bornes de la charge lorsque toutes les sources sont rendues inactives, en court-circuitant les sources de tension et en débranchant les sources de courant. En d'autres termes on le remplace par un interrupteur fermé les générateurs de tension et par un interrupteur ouvert les générateurs de courant.

## Exemple
- En (a) : circuit original

Exemple d’application du théorème de Norton

- En (b) : court-circuit entre les bornes a et b pour trouver le courant Norton {\displaystyle I_{\mathrm {N} }}

On calcule d'abord le courant total délivré par la source de tension
{\displaystyle I_{\mathrm {total} }={\cfrac {V_{1}}{R_{1}+\left({\cfrac {R_{2}\cdot R_{3}}{R_{2}+R_{3}}}\right)}}=4{,}54\ \mathrm {A} }
On trouve ensuite le Courant de Norton par la formule du diviseur de courant.
- En (c) : On neutralise le générateur. Ici on le remplace par un interrupteur fermé. On ouvre le circuit entre les bornes (a et b), le courant passant par {\displaystyle R_{\mathrm {3} }} est donc nul. On cherche alors la résistance équivalente du circuit {\displaystyle R_{\mathrm {N} }}.

{\displaystyle R_{\mathrm {N} }=R_{3}+\left({\cfrac {R_{2}\cdot R_{1}}{R_{2}+R_{1}}}\right)=3{,}67\ \Omega }
- En (d) : circuit équivalent de Norton

## Conversion entre un circuit de Norton et de Thévenin

Circuit de Thévenin (à gauche) et circuit de Norton (à droite).

On passe directement d'un circuit de Norton à un circuit de Thévenin et inversement, en appliquant la loi d'Ohm et en changeant la place de la résistance. On a :
- de Norton à Thévenin:

{\displaystyle V_{Th}=I_{N}\times R_{N}}
{\displaystyle R_{Th}=R_{N}}
- de Thévenin à Norton:

{\displaystyle I_{N}=V_{Th}\div R_{Th}}
{\displaystyle R_{N}=R_{Th}}

## Applications
Le théorème de Norton permet de remplacer un dipôle par un modèle équivalent ne comportant que deux dipôles en parallèle. Il est donc particulièrement bien adapté pour déterminer le modèle équivalent d'un ensemble de branches en parallèle. Le théorème de Millman peut donc s'en déduire rapidement, de même que l’intensité du courant dans le neutre pour une installation triphasée. 